# انرژی کشسانی
انرژی کشسانی یک انرژی پتانسیل مکانیکی است که در ماده یا یک سامانهٔ فیزیکی ذخیره می‌شود و برابر با کاری است که باید انجام شود تا در آن تغییر حجم یا شکل ایجاد کند. و با Ug آن را نشان می‌دهند. دانش مکانیک جامدات گسترش یافته تا بتواند مکانیک اجسام صلب و ماده را پردازش کند و درک درستی از آن بدست آورد. انرژی پتانسیل کشسانی در بدست آوردن وضعیت تعادل مکانیکی کاربرد دارد. به بیان دیگر پتانسیل است و می‌تواند به صورت دیگر انرژی یعنی انرژی جنبشی تبدیل شود. معادلهٔ ریاضی این انرژی عبارت است از:
{\displaystyle Ug={\frac {1}{2}}kx^{2}\,}
در اینجا ضریب سختی=k (نیوتن بر متر n/m) و تغییر طول=x (متر m)
در حالت کشسانی، برگشت‌پذیری یک اصل است به عبارت دیگر هنگامی که نیرویی به یک جسم وارد می‌شود و در آن انرژی پتانسیل کشسانی ذخیره می‌گردد، پس از برداشتن آن نیرو، جسم حتماً باید به حالت نخستینش بازگردد. هر ماده‌ای دارای درجهٔ محدودی از شکل‌پذیری است و بیش از آن ممکن است دچار گسیختگی یا تغییر شکل‌های همیشگی شود. اگر از مرز کشسان ماده رد شویم، آن ماده دیگر نمی‌تواند انرژی کشسانی را در خود نگه دارد. برای دریافت میزان کشسانی بودن ماده باید وارد بحث‌های کرنش شد.
انرژی کشسانی یک ماده یا میان ماده یک انرژی استاتیک در اندام ماده‌است و به تغییر فاصلهٔ میان اتم‌ها ربط دارد. انرژی گرمایی به توزیع تصادفی انرژی جنبشی در میان ماده ربط دارد و باعث نوسان‌های درونی ماده نسبت به حالت تعادلش می‌شود. برای نمونه گاهی وقتی یک جسم جامد زیر خمش، پیچش یا دیگر تغییر شکل‌ها قرار می‌گیرد در آن انرژی گرمایی ایجاد می‌شود و دمایش بالا می‌رود.

## انرژی پتانسیل کشسانی در سامانه‌های مکانیکی
اجزای یک سامانهٔ مکانیکی اگر در برابر یک نیروی خارجی از خود تغییر شکل نشان دهند می‌توانند انرژی کشسانی را در خود ذخیره کنند. این نیرو بسته به میزان تغییر شکلی که ایجاد کرده در جسم کار انجام داده که برابر است با ضرب داخلی نیرو در جابجایی.
شناخته شده‌ترین نمونه در بحث انرژی کشسانی، فنر است. با توجه به قانون هوک یک ثابت برای فنر به اسم k تعریف می‌شود که به هندسه، سطح مقطع، جنس ماده و… وابسته‌است. در یک بازهٔ محدودی از تغییر شکل‌ها، k ثابت می‌ماند:
{\displaystyle k=-{\tfrac {F_{r}}{L-L_{o}}}}
در رابطهٔ بالا، L طول ثانویه یا تغییر شکل یافتهٔ فنر است و Lo طول آن در حالت آزاد یا بدون تغییر شکل است به همین دلیل L می‌تواند از Lo بزرگتر باشد. مقدار Fr حتماً باید به صورت برداری و با علامتش نوشته شود. اگر L>Lo باشد نیرو منفی و اگر L<Lo باشد نیرو مثبت است. حال اگر تغییر شکل را به صورت زیر خلاصه کنیم:
{\displaystyle (L-L_{o})\rightarrow x\,}
قانون هوک به صورت زیر نوشته می‌شود:
{\displaystyle F_{r}=\,-k\,x}.
اگر تغییر شکل‌های بسیار کوچک در فنر را dx و نیروی وارده را k x بنامیم، انرژی ذخیره شده در فنر به صورت dU نوشته می‌شود. حال کل انرژی ذخیره شده در فنر از تغییر شکل صفر تا طول نهایی L به صورت زیر بدست می‌آید:
{\displaystyle U=\int _{0}^{L-L_{o}}{k\ x\ dx}={\tfrac {1}{2}}k(L-L_{o})^{2}}
در حالت کلی، انرژی کشسانی در یکای حجم به صورت تابعی از تنسور کرنش εij نوشته می‌شود:
{\displaystyle f(\epsilon _{ij})=\lambda \left(\sum _{i=1}^{3}\epsilon _{ii}\right)^{2}+2\mu \sum _{i=1}^{3}\sum _{j=1}^{3}\epsilon _{ij}^{2}}
در این رابطه λ و μ ضریب‌های کشسانی لامه‌اند. رابطهٔ میان تنسور تنش و کرنش به صورت زیر است:
{\displaystyle \sigma _{ij}=\left({\frac {\partial f}{\partial \epsilon _{ij}}}\right)_{S}.}
برای موادی که از مدول یانگ پیروی می‌کنند Y (همان مدول کشسانی λ)، سطح مقطع A۰، طول نخست l۰ که به اندازهٔ {\displaystyle \Delta l} تغییر می‌کند:
{\displaystyle U_{e}=\int {\frac {YA_{0}\Delta l}{l_{0}}}\,dl={\frac {YA_{0}{\Delta l}^{2}}{2l_{0}}}}
در این رابطه Ue همان انرژی پتانسیل کشسانی است.
انرژی پتانسیل کشسانی در یکای حجم ماده برابر است با:
{\displaystyle {\frac {U_{e}}{A_{0}l_{0}}}={\frac {Y{\Delta l}^{2}}{2l_{0}^{2}}}={\frac {1}{2}}Y{\varepsilon }^{2}}
که در آن {\displaystyle \varepsilon ={\frac {\Delta l}{l_{0}}}} کرنش در ماده‌است.